# Buxus austroyunnanensis
Buxus austroyunnanensis är en buxbomsväxtart som beskrevs av Sumihiko Hatusima. Buxus austroyunnanensis ingår i släktet buxbomar, och familjen buxbomsväxter. Inga underarter finns listade i Catalogue of Life.